# 松本市立考古博物館
松本市立考古博物館（まつもとしりつこうこはくぶつかん）は、長野県松本市中山にある博物館。松本市立博物館の分館。

## 概要
1931年、中山尋常高等小学校に創設された中山考古館を前身とする。これを発展的解消するかたちで1986年に現在地に開館した。2003年に改修工事を行っている。

## 主な展示品
主に弘法山古墳や中山遺跡、同市内田のエリ穴遺跡の出土品を展示する。その他、松本市内の古墳・遺跡の出土品を展示する。
- 縄文時代の土器 - 約12,000年前から2,300年前
- 針塚遺跡（弥生時代前期）の遠賀川式土器 - 約2,300年前から1,700年前
- 古墳時代の古墳副葬品 - 約1,700年前から1,300年前

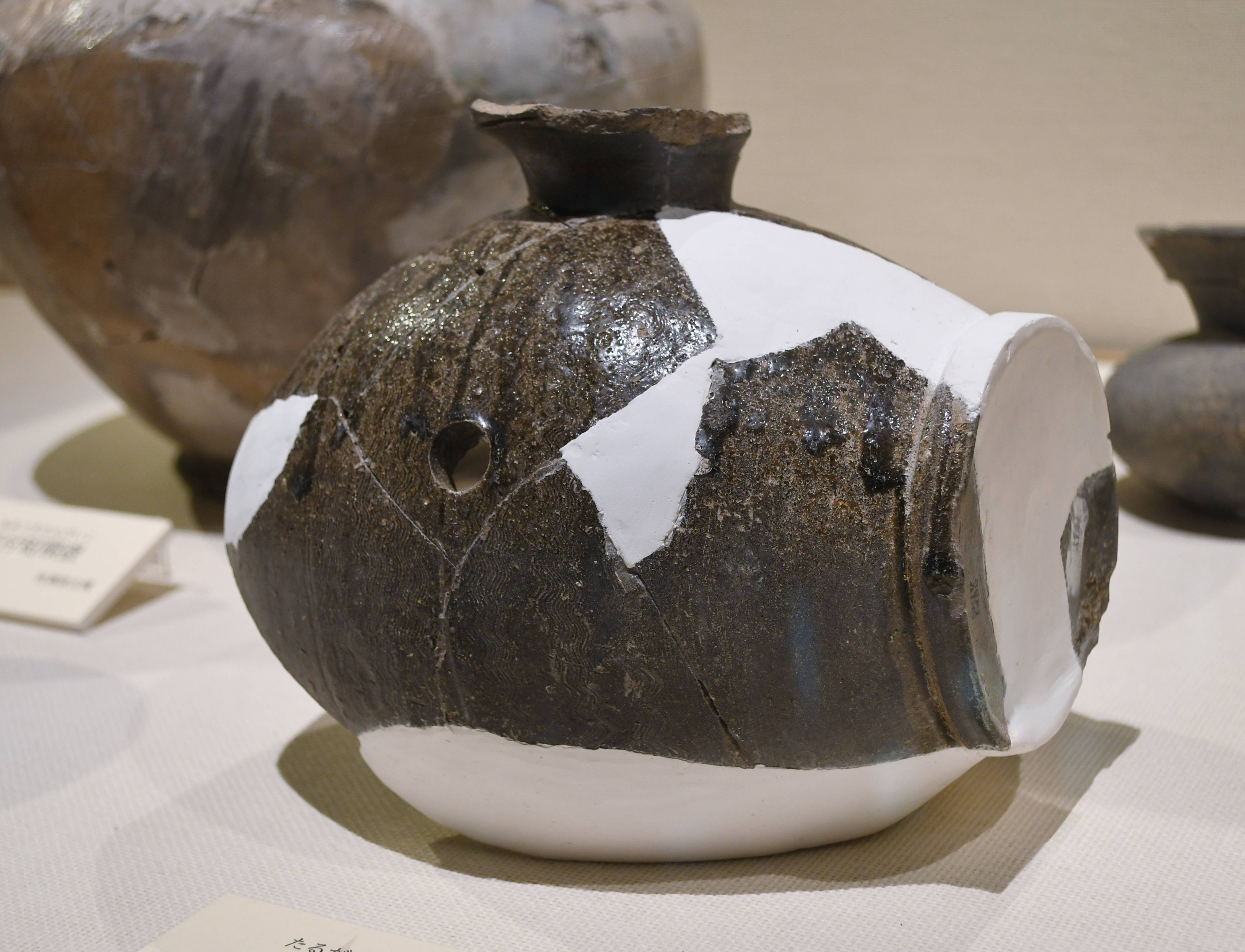
塚山古墳 (松本市) 出土 樽形𤭯
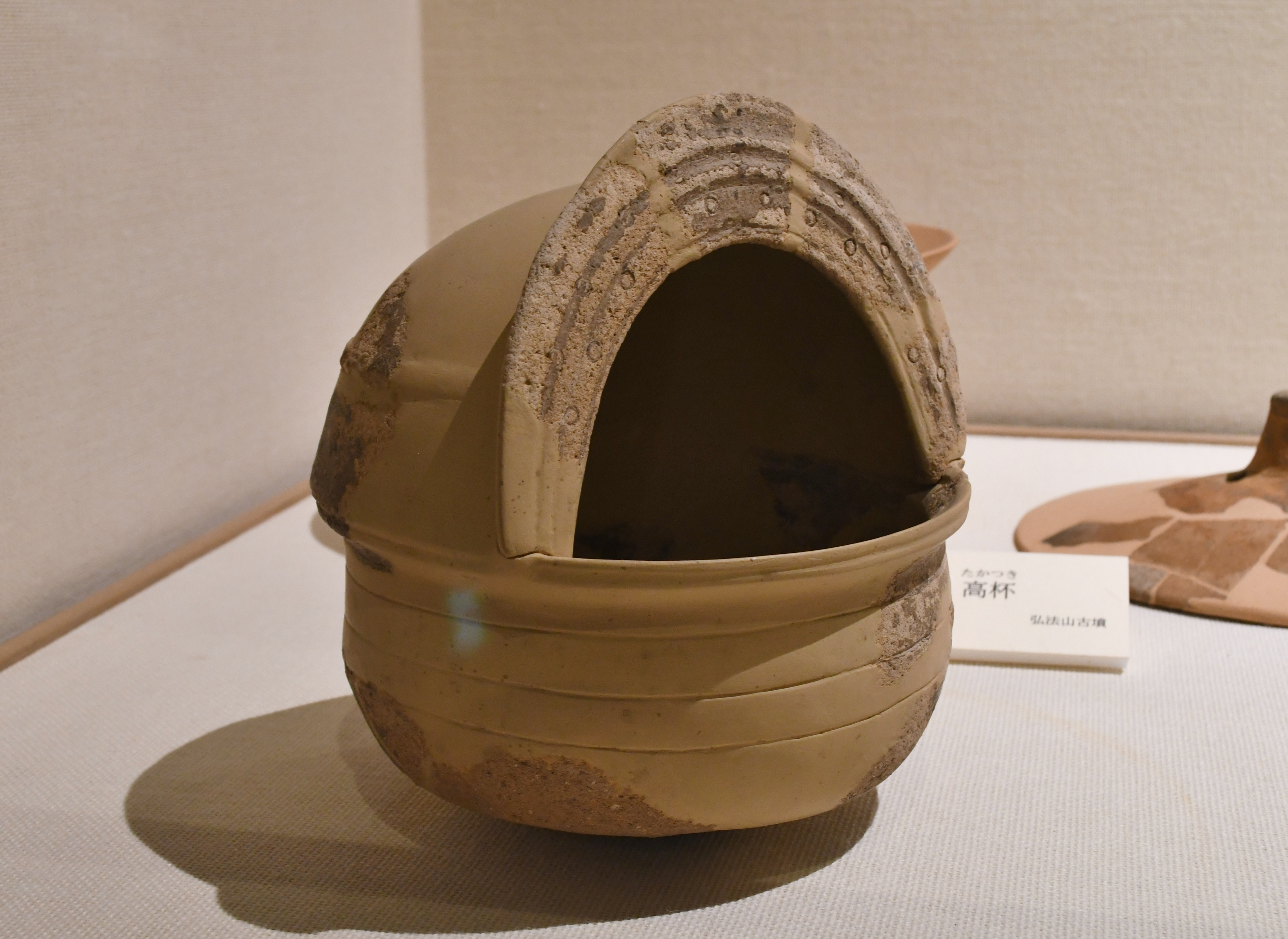
弘法山古墳出土 手焙形土器
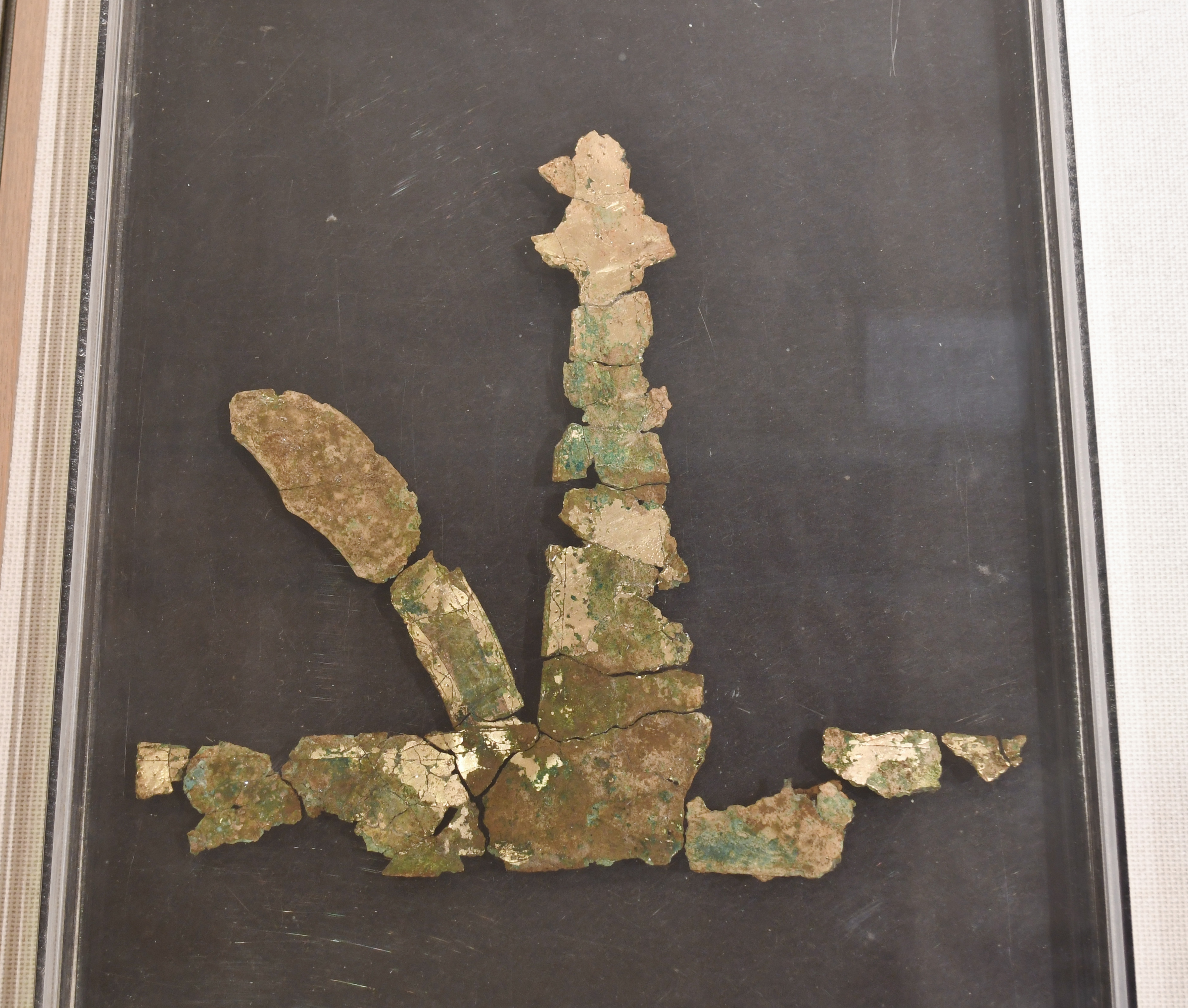
桜ヶ丘古墳出土、金銅製天冠（長野県宝）

## その他
地元の小学生などが授業の一環として、体験学習に訪れる。
2005年5月、敷地内の竪穴建物（復元）が放火により焼失した。長野県内ではこの他岡谷市、塩尻市などで遺跡関係の放火が相次いでいる。

## 利用案内
- 開館時間：9:00〜17:00（入館は16:30まで）
- 休館日：毎週月曜日、年末年始
- 観覧料：大人200円

子ども（中学生以下）無料
障害者およびその介助者（1名）無料

## 交通アクセス
- バスターミナル北バス停から路線バス中山線に乗り、中山霊園口バス停下車、徒歩約3分。
  - 松本電鉄バス中山線が2017年1月6日の運行をもって廃止され、代替交通として松本市や地元町会等により、新しく運行されている。ダイヤ等は新しいバス路線「中山線」が運行開始しますを参照されたし。なおバスは平日しか運転がない。
- 松本バスターミナルから松本電鉄バス寿台線・松原線・内田線に乗り、白川バス停下車、タクシー10分程度。
- 同じく松本バスターミナルから松本電鉄バス松原線に乗り、棚峯バス停下車、タクシー10分程度。
- 松本駅からタクシーで約20分。
- 平田駅からタクシーで約15分。
- 長野自動車道松本ICから自動車で約30分。